# Luc Grethen

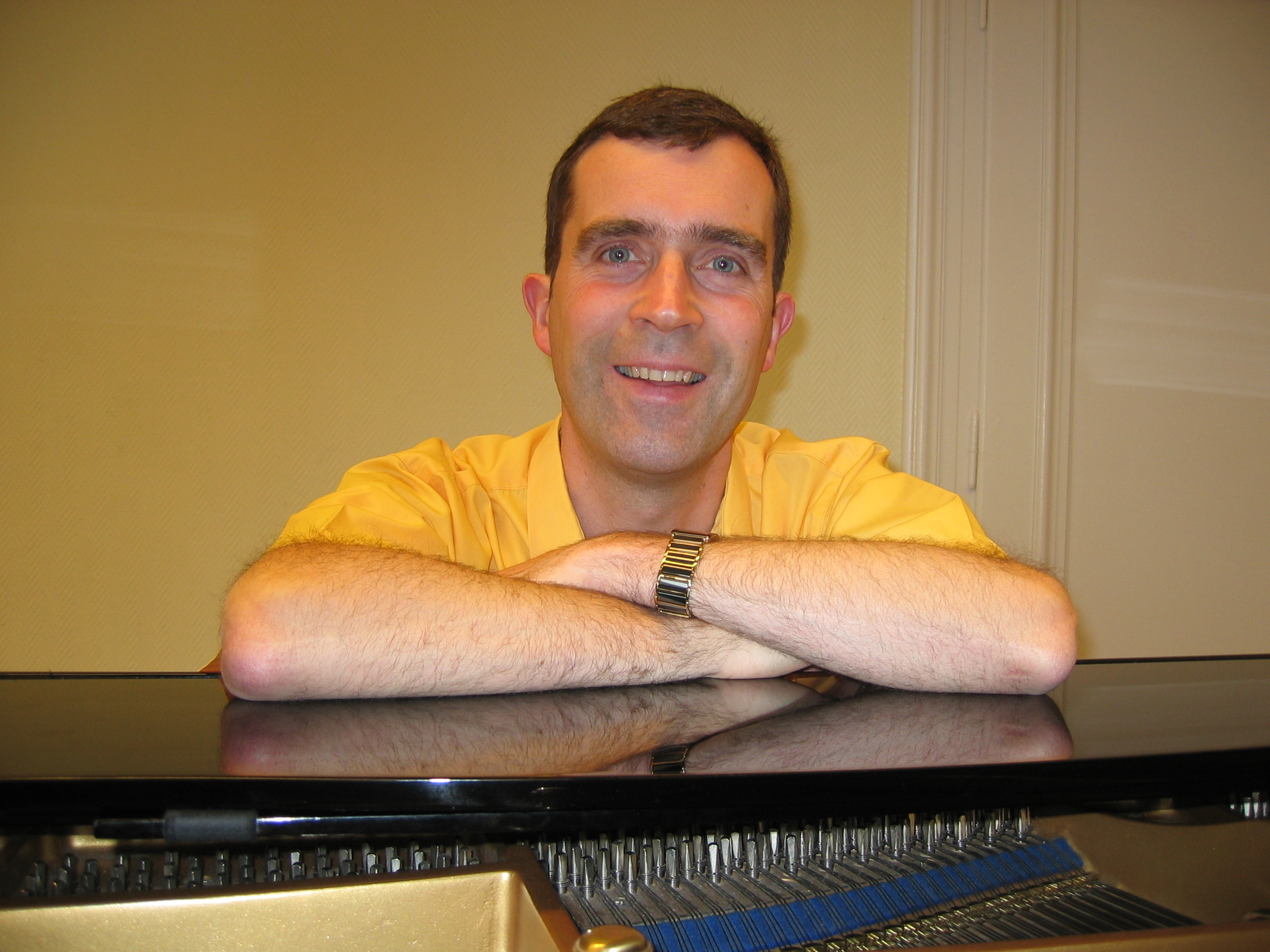
Luc Grethen

Luc Grethen (* 1. Dezember 1964 in Luxemburg) ist ein luxemburgischer Musiker und Komponist.

## Leben
Grethen studierte Komposition, Orchestrierung und Dirigieren am Konservatorium der Stadt Luxemburg, sowie Oboe und Englischhorn am Konservatorium in Straßburg und am Konservatorium in Mons in Belgien. Von 1983 bis 1987 betrieb er weitere Studien in Musikwissenschaft an der „Université des Sciences Humaines de Strasbourg“, wo er mit einem Master in Musikwissenschaft abschloss.
Seit 1990 ist er Lehrbeauftragter für Musikgeschichte am Hauptstädtischen Konservatorium in Luxemburg und seit 1991 Professor für Musikerziehung. Er komponiert Werke für Kammermusik sowie Orchester- und Vokalwerke. Er war Musiklehrer im Lycée Hubert Clement in Esch/Alzette bis 2024. Sein Sohn Gilles Grethen ist Jazzmusiker.

## Werke (Auswahl)
- 1987: Quintaphone für fünf Blasinstrumente (1988)
- 1988: The Pink Piano für Klavier (10. Dezember 1988)
- 1990: Phonastram für Symphonieorchester (19. Mai 1990)
- 1990: Zetema 1 für Klarinette und Klavier (4. April 1990)
- 1991: Dans la chambre à l’envers für Kammerorchester (23. April 1992)
- 1993: Duo sine nomine für Trompete und Harfe (4. April 1993)
- 1995: MISSA PRO PACE pour chœur, orgue et orchestre symphonique *Pâques 1995
- 1996: SUNQUEST pour orchestre d‘harmonie * 26. April 1997
- 1997: LE CHANT DE L‘HOMME ARME pour sextuor de clarinettes * 17. März 1999
- 1998: KLOSEBIERG – MARSCH pour orchestre d‘harmonie * 26. November 2000
- 1999: MISSA PRO FRATERNITATE pour chœur, orgue et orchestre symphonique * 15. März 2003
- 2000: MISSA PRO ANNO SANCTO pour chœur, orgue et orchestre symphonique * 25. Dezember 2000
- 2002: TOURBILLONS pour Duo de flûtes * Juni 2002
- 2003: EGRESSUS pour ensemble de flûtes * 24. Februar 2006
- 2003: EVENTUS pour flûte solo et orchestre d‘harmonie * 16. Oktober 2004
- 2004: CONTEMPLATIONS OF FLYING AUTUMN SHADES pour orchestre d’harmonie
- 2005: FLASH UP ! pour orchestre d’harmonie * 17. Juni 2005
- 2005: LE GUIGNOL pour Flûte et piano * 13. November 2005
- 2006: HAUNTING MIRRORS pour orchestre d’harmonie * 27. Januar 2007
- 2006: MOVING SCALES pour cuivres, orgue et timbales * 15. Oktober 2006
- 2006: MISSA PRO ABNEGATIONE SUI pour chœur et orgue * 26. November 2006
- 2006: LES TOITS ROUGES pour ensemble de clarinettes * 27. März 2007
- 2007: THE DALIPHANTS for Bassoon Quartet * 28. Juni 2008
- 2007: EARLY SPRING HIKE for Double Reed Quintet * 9. März 2008
- 2007: MISSA PRO SANCTO JOHANNE pour chœur et orgue * 24. Dezember 2007
- 2007: CONCERTO FOR EUPHONIUM * 18. April 2008
- 2008: MOON BASSOON for basson et piano * 9. Mai 2009
- 2008: ON A BIKE – HIKE for Flute and Piano
- 2009: LET’S FLUTE for Flute and Piano * 19. Juni 2009
- 2009: OBERON’S DREAM for Oboe and Piano * 15. November 2009
- 2009: DIE 7 ZWERGE AUF WANDERSCHAFT: 7 leichte Stücke für Fagott und Klavier
- 2009: DIE LAUNEN DER 7 ZWERGE: 7 leichte Stücke für Fagott und Klavier
- 2009: DIE BREMER STADTMUSIKANTEN IM RÄUBERHAUS: 4 leichte Stücke für 4 Fagotte
- 2010: A DUCK STORY for Bassoon Quartet * 10. Oktober 2010
- 2010: LITTLE DINO’S DREAMWORLD for oboe or saxophone and piano
- 2011: STAR BASSOONS for Bassoon Quartet

Rezente Werke sind auf der Homepage zu finden.